# Pauline Edwards
Pauline Edwards, född 23 april 1949, är en brittisk bågskytt. Hon deltog vid olympiska sommarspelen 1972 och 1988.